# 흰발쥐
흰발쥐(Peromyscus leucopus)는 비단털쥐과에 속하는 설치류의 일종이다. 북아메리카의 토착종으로 온타리오주와 퀘벡주, 래브라도 그리고 마리팀스(뉴펀들랜드섬 제외)부터 미국 남서부와 멕시코까지 분포한다. 마리팀스 지역에서 노바스코샤주 남부의 분리된 또는 불연속적인 개체군 집단이 유일하다. 텍사스 주에서는 특히 "숲쥐"(woodmouse)라는 이름으로도 알려져 있다.